# طالب خیاطی
طالب خیاطی (زاده ۱۳۳۳ اهواز) سیاست‌مدار ایرانی است، که در دوره دوم مجلس شورای اسلامی به‌عنوان نماینده حوزهٔ انتخابیهٔ دشت آزادگان، از استان خوزستان در مجلس شورای اسلامی حضور داشت.